# Sant Esteve de Ripollet
Sant Esteve és una església parroquial a la vila de Ripollet (Vallès Occidental) protegida com a bé cultural d'interès local.

## Arquitectura

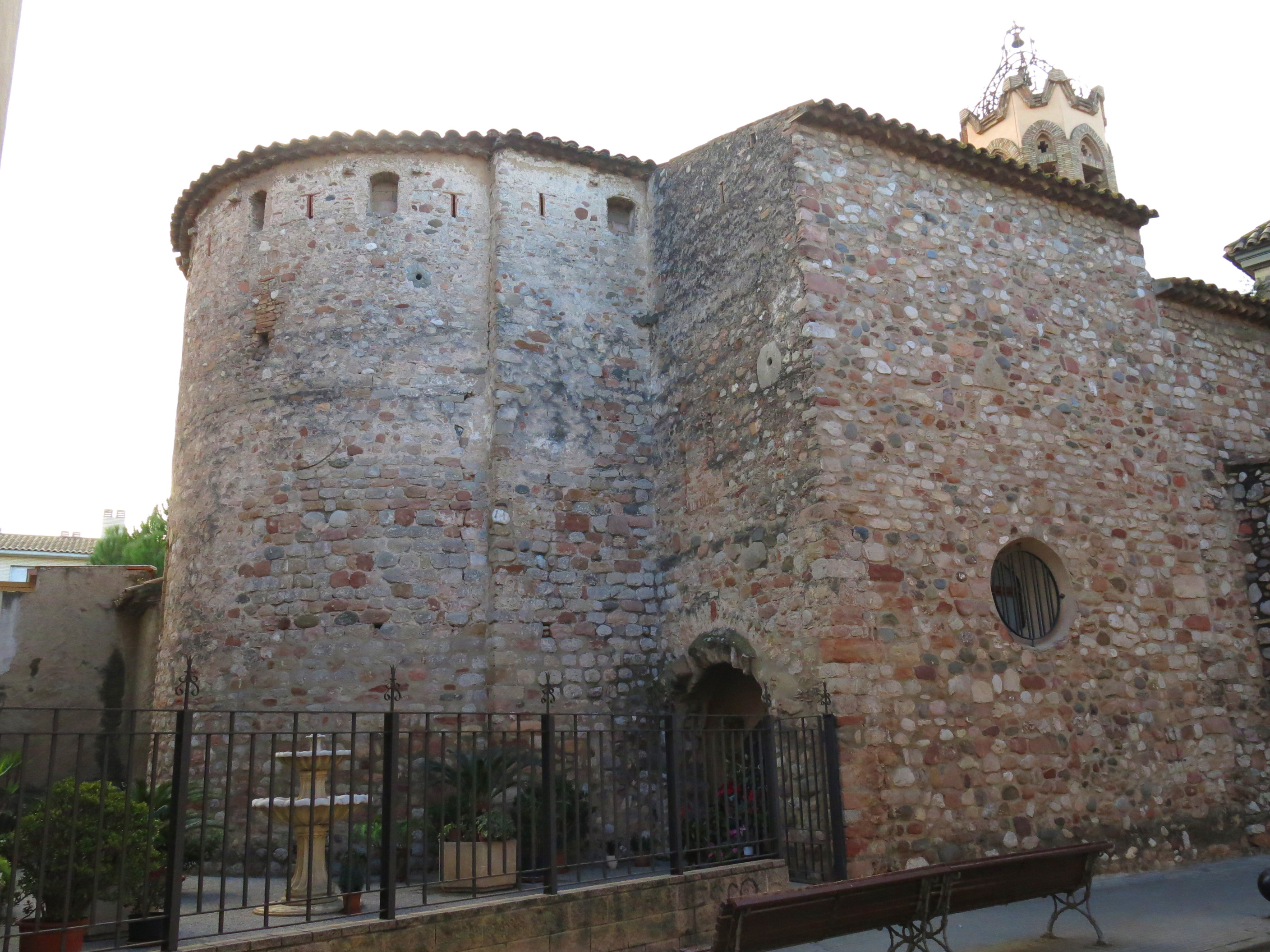
Absis romànic

L'estructura originària de l'església romànica seria de planta de creu llatina, nau amb volta de canó lleugerament apuntada i capçalera d'absis semicircular. Fora de l'església, a la part nord, hi ha un cementiri i a mà esquerra un petit claustre, segons es dedueix de les arcades descobertes quan s'enderrocà l'antiga rectoria el 1948. Actualment, és un edifici de tres naus. La nau central és l'antiga església romànica i per fer la nau sud es va fer servir la galeria del claustre. La comunicació entre les naus es fa mitjançant dues grans arcades a ambdós costats de la nau central. Al centre del mur de l'absis hi ha una finestra de doble esqueixada.

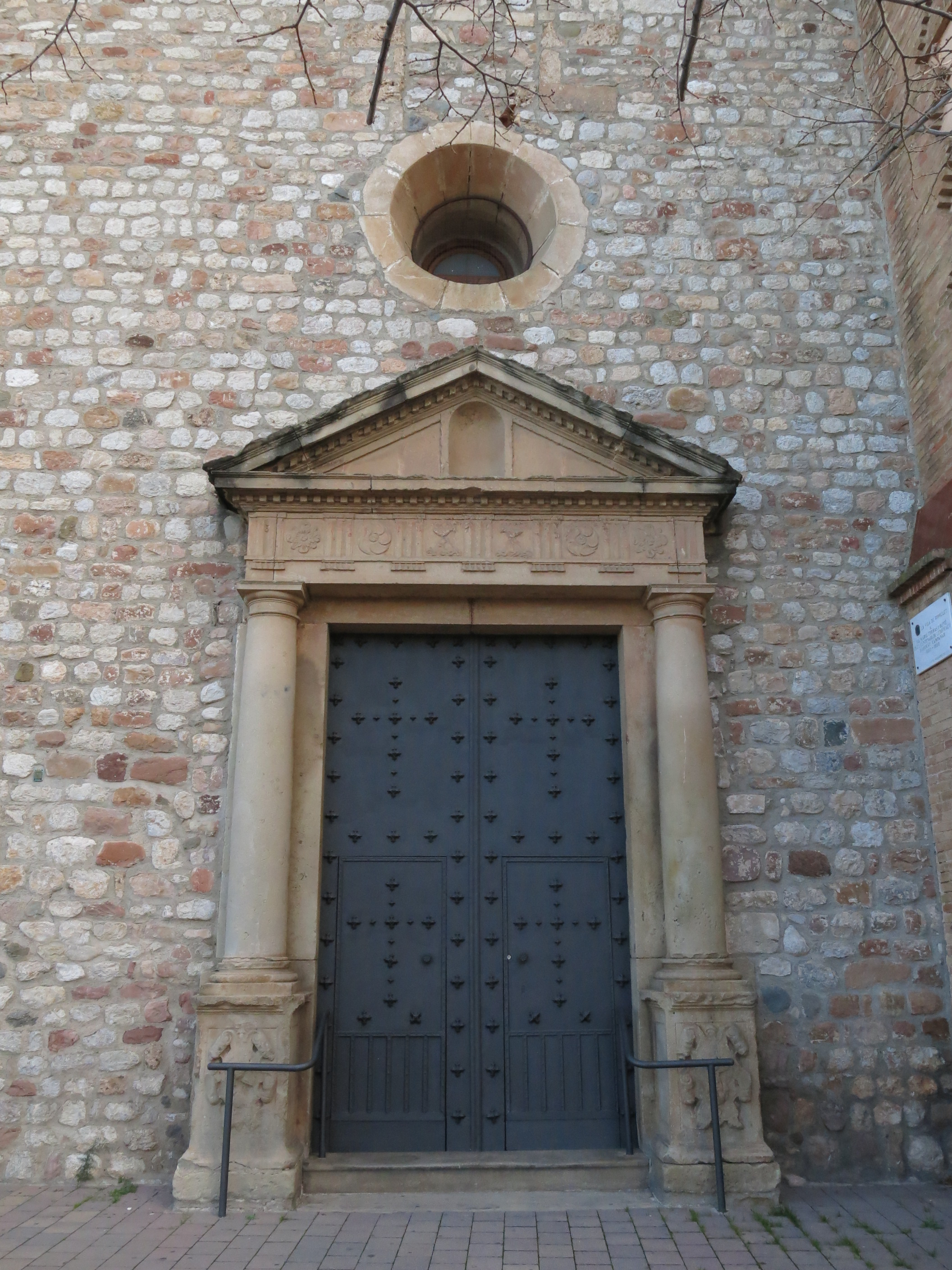
Portal renaixentista

El portal és d'estil renaixentista del segle xvii. Consta d'una porta rectangular amb una columna per banda que sostenen un entaulament amb un fris compartimentat per tríglifs i mètopes; a sobre hi ha un frontó triangular amb una fornícula buida en el timpà. A les mètopes hi ha motius florals i en les dues centrals uns pollets, estrets de l'escut heràldic de la vila. Als pedestals de les columnes hi ha esculpit l'escut de Ripollet.
El frontó triangular de l'acabament presenta decoracions de dents de serra a l'intradós. Al timpà hi ha una fornícula on hi havia l'estàtua de Sant Esteve fins a l'any 1844.
La teulada actual fou edificada a començament del segle xix (1803), amb dos metres més d'alçada i amb intenció d'aïllar la construcció de les humitats.
L'antic campanar és de tres pisos, amb només una obertura d'un òcul al mur nord, d'una alçada semblant a la de la nau central, obrat en paredat i cobert amb teulada a quatre vessants. A l'interior hi ha el baptisteri.
A la façana sud de l'església hi ha unes arcades, inferiors i superiors, que formen una galeria cega i que podrien haver sigut el claustre. Tant les del nivell inferior com les del superior s'originen a partir d'un tram de mur de mur més o menys disposat per filades de pedres sense escairar. Les arcades estan formades per obertures de mig punt, algunes lleugerament rebaixades i sempre utilitzant dovelles petites. Una de les arcades de la planta baixa conserva el pas que potser antigament conduïa al pati central del claustre, on segurament hi havia el pou o cisterna.

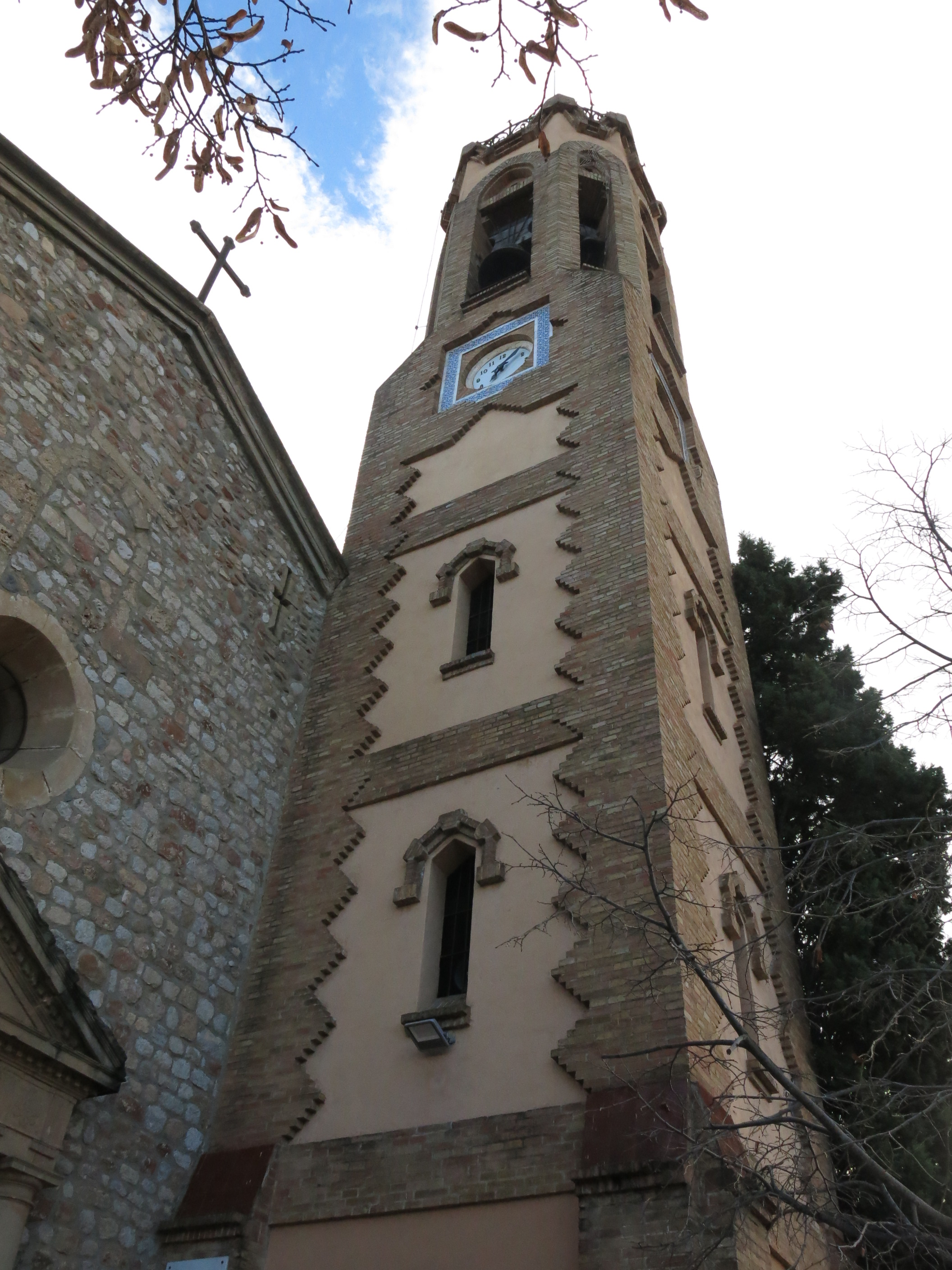
Campanar modernista

El 1892 es va construir un nou campanar, d'estil modernista, projectat per l'arquitecte Josep Torres i Argullol. És una torre quadrada fins a l'alçada de les campanes que passa a ser poligonal amb vuit finestres. A sobre hi ha un coronament de ferro on també hi ha campanes. Les arcades del coronament són rectangulars lleugerament apuntades i amb l'acabament en una mena de timpà amb una creu calada. Les finestres del primer i segon pis són d'estructura rectangular i estretes, a la part superior tenen un tancament triangular en punta i a la inferior un ampit de maons simulen un dentat. Tota la part superior té un emmarcament motllurat de fàbrica de maons amb intercalació d'elements de forma triangular. Presenten un reixat. El coronament és emmerletat, combinat amb una barana de ferro. La porta d'entrada al campanar és rectangular. S'hi fa servir el maó vist per a decorar i per constituir el tancament de falsos arcs o arcs deprimits. Tota la part superior és emmarcada per una doble motllura lleugerament apuntada però conservant el domini de la línia recta, en una recuperació de l'arc conopial. L'actual rellotge és d'esfera blanca i numeració aràbiga. Té inscrit el nom Roma i és en un quadrat estrellat per elements triangulars al mig de cada una de les cares de manera decorativa per la disposició dels maons. El rellotge és al centre d'un òcul realitzat a tal efecte i construït amb maó que, alhora, està emmarcat per un rectangle de rajoles quadrades, segurament de 20 × 20 cm, de motius decoratius de color blau en forma de quadrifoli. El campanar combina la pedra i el maó.
L'escut de Ripollet és dins les variants tipològiques de cartel·la. És una tipologia desenvolupada gairebé sempre com una creació ornamental. Al camper, de forma ovalada, s'hi representa el que fou l'escut de la vila, un pollet passant damunt unes pedres de riu. En terminologia heràldica hi ha un pollet passant amb gules al camper; el pollet en or i el riu en atzur.

## Història
Aquesta església és documentada per primera vegada en el precepte del rei Lotari, el 986, pel qual confirma al monestir de Sant Cugat tots els seus béns. Apareix esmentada com a parròquia l'any 1066, en una escriptura d'establiment emfitèutic que l'abat Andreu de Sant Cugat fa a favor de Sicardis i els seus fills. D'entre els llegats que va rebre, hi ha el de Berenguer de Ripollet (1145) per la reforma del temple.
A través de la documentació és evident que el monestir de Sant Cugat del Vallès posseí des d'antic béns a Ripollet, els quals anaven augmentant al llarg dels anys per successives donacions, compres o deixes testamentaries. Totes aquestes propietats foren confirmades l'any 1234 pel rei Jaume I, però el lloc consta que era de jurisdicció reial.
Sobre l'existència del claustre dues són les proves: una data del 1692, on el visitador dr. Antonio Figueres, rector de Palaudàries i degà del Vallès, va manar de fer adobar la porta del claustre d'entrada a l'església. L'altre és del 1738, quan Joan Fontanet i Maria Prats contrauen matrimoni en els claustres de la rectoria de Ripollet. Existia també una cisterna al mig del pati.
Entre 1978 i 1979 es varen netejar les parets exteriors del seu arrebossat, la qual cosa ha deixat al descobert el parament actual.
L'antiga torre campanar, construïda en substitució del d'espadanya, datava de 1603 i era a la paret nord de l'església. Actualment, el que en resta s'ha transformat en baptisteri. Degut a una gran tempesta del 1831, les parets havien quedat en mal estat. L'any 1891 una valuosa donació de Maria Torras, vídua d'Almirall, és dipositada per a reconstruir les parets malmeses. Ara bé, com el seu estat no era gaire fiable, es decidí enderrocar-lo fins a la meitat i cobrir-lo amb teulada de cúpula i teules d'escates. Mentrestant, i també amb l'ajut de Maria Torras, es va aixecar un nou campanar que s'inaugurà el mes de novembre de 1892. S'hi va posar una placa de marbre commemorativa que fou destruïda el 1936.
El primer rellotge data de l'any 1793. A la tempesta del 20 de juny de 1831 li caigué un llamp i el rellotge quedà destrossat. Amb una recaptació de l'any 1831, poc després de la desgràcia, el repara un rellotger de Terrassa, Miquel Pou. Quan es va inaugurar el nou campanar s'instal·là un nou rellotge, regalat per Maria Torras.